# Afeganistão nos Jogos Olímpicos de Verão de 2016
Afeganistão é uma das nações participantes nos Jogos Olímpicos de 2016 no Rio de Janeiro (Brasil), entre 5 e 21 de Agosto de 2016.

## Atletismo
Dois atletas do Afeganistão (um masculino e uma feminina) conseguiram os mínimos de qualificação e participaram dos Jogos.
Masculino
Pista e estrada
| Atleta             | Evento     | Primeira Fase | Primeira Fase | Semifinal   | Semifinal   | Final       | Final       |
| Atleta             | Evento     | Resultado     | Pos.          | Resultado   | Pos.        | Resultado   | Pos.        |
| ------------------ | ---------- | ------------- | ------------- | ----------- | ----------- | ----------- | ----------- |
| Abdul Wahib Zahiri | 100 metros | 11.56         | 7             | Não avançou | Não avançou | Não avançou | Não avançou |

Feminino
Pista e estrada
| Atleta        | Evento     | Preliminar | Preliminar | Primeira Fase | Primeira Fase | Semifinal   | Semifinal   | Final       | Final       |
| Atleta        | Evento     | Resultado  | Pos.       | Resultado     | Pos.          | Resultado   | Pos.        | Resultado   | Pos.        |
| ------------- | ---------- | ---------- | ---------- | ------------- | ------------- | ----------- | ----------- | ----------- | ----------- |
| Kamia Yousufi | 100 metros | 14.02      | 8          | Não avançou   | Não avançou   | Não avançou | Não avançou | Não avançou | Não avançou |

## Judô
O Afeganistão obteve um convite para enviar um judoca para competir, portanto, optou pela categoria até 100 kg.
Masculino
| Atleta                  | Evento  | Preliminares          | Fase de 32           | Fase de 16           | Quartas              | Semifinais           | Repescagem           | Bronze               | Final                | Final       |
| Atleta                  | Evento  | Adversário resultado  | Adversário resultado | Adversário resultado | Adversário resultado | Adversário resultado | Adversário resultado | Adversário resultado | Adversário resultado | Pos.        |
| ----------------------- | ------- | --------------------- | -------------------- | -------------------- | -------------------- | -------------------- | -------------------- | -------------------- | -------------------- | ----------- |
| Mohammad Tawfiq Bakhshi | −100 kg | POR Fonseca D 000-100 | Não avançou          | Não avançou          | Não avançou          | Não avançou          | Não avançou          | Não avançou          | Não avançou          | Não avançou |